# Ростиашвили, Шота Петрович
Шота Петрович Ростиашви́ли (1925, Мцхетский муниципалитет, Мцхета-Мтианети — 16 февраля 1945, Глогувек, Опольское воеводство) — участник Великой Отечественной войны, сержант, Герой Советского Союза.

## Биография
Родился в январе 1925 года в селе Дзегви ныне Мцхетского муниципалитета Грузии. Грузин. Окончил среднюю школу и школу фабрично-заводского ученичества. Трудился на обувной фабрике.
В 1941 году был мобилизован в Красную Армию. В 1943 году попал на фронт. Был назначен командиром отделения 6-й стрелковой роты 904-го стрелкового полка 245-й стрелковой дивизии, 54-я армии 3-го Прибалтийского фронта.
18 июля 1944 года при форсировании реки Синяя к востоку от города Резекне (Латвия) и в бою 21 июля 1944 года взял в плен трёх фашистов. В бою за станцию Айзизери заменил выбывшего из строя командира взвода и смог умело завершить выполнение боевой задачи.
Погиб в бою 16 февраля 1945 года. Похоронен под городом Болеславец (Польша).

## Награды
Звание Героя Советского Союза присвоено 24 марта 1945 года посмертно.
Награждён также орденами Ленина, Красного Знамени, Славы 3 степени, различными медалями.

## Память
- личное оружие сержанта Ш.П. Ростиашвили (пистолет-пулемёт ППШ) после его гибели и присвоения ему звания Героя Советского Союза стало экспонатом Центрального музея вооружённых сил СССР